# Isidre Fainé i Casas
Isidre Fainé i Casas (Manresa, 10 de juliol de 1942) és un directiu empresarial català que resideix a Barcelona.

## Biografia

### Orígens
De família humil, va créixer al barri de les Escodines de Manresa, un dels barris més antics de la ciutat. Fill de Ramon Fainé Torras i Maria Casas Fosas. Va heretar de sa mare un caràcter comercial i negociador. Va traslladar-se a viure amb els seus pares a Barcelona, on amb 13 anys va començar la seva vida professional reparant bicicletes i motocicletes en un taller, amb un salari aproximat de 52 pessetes setmanals. Després, als 19 anys, va entrar a treballar en una empresa de bobines elèctriques, on va comercialitzar material elèctric. Va treballar a diverses empreses més mentre estudiava el batxillerat a les tardes. Volia estudiar física i per això va buscar un treball en un banc, on poder compaginar la feina amb els estudis de tarda.
Es va doctorar en Ciències Econòmiques per la Universitat de Barcelona. També és ISMP en Business Administration per la Harvard Business School (Universitat Harvard) i diplomat en Alta Direcció per l'IESE (Universitat de Navarra)

### Carrera bancària
Va iniciar la carrera professional bancària a director d'Inversions al Banco Atlántico, l'any 1964, per incorporar-se posteriorment, l'any 1969, com a director general al Banco de Asunción al Paraguai. A continuació, va tornar a Barcelona per ocupar diferents càrrecs de responsabilitat en diverses entitats financeres: director de Personal de Banca Riva y García (1973). Un any després, amb 32 anys, va entrar a treballar a la Banca Jover on esdevindria Director General de l'entitat. Més endavant seria director general de Banco Unión (Bankunión) (1978).
L'any 1982 Josep Vilarasau el va convidar a incorporar-se a ”Caixa de Pensions per a la Vellesa i d'Estalvis” com a sotsdirector general, on amb el temps va ocupar-hi diversos càrrecs de responsabilitat, com a director general adjunt executiu (1991), càrrec que va compartir amb Antoni Brufau. Quan Vilarasau fou nomenat president, l'abril de 1999, Fainé va ser nomenat director general de l'entitat, la presidència de la qual va assumir posteriorment, el juny del 2007. A més, ha sigut president de Caixa de Pensions per a la Vellesa i d'Estalvis, de la Fundació ”la Caixa” i de Criteria CaixaHolding. Va deixar la presidència de CaixaBank el juny de 2016.

### Càrrecs
Isidre Fainé és, des del 16 de juny de 2014, el president de la Fundació ”la Caixa”, després de formar part del procés de desvinculació de la Fundació ”la Caixa” de l'entitat bancària i transformació de la mateixa en la primera fundació d’Europa continental i la tercera del món, després de la Fundació Bill & Melinda Gates (Estats Units) i de Wellcome Trust (Regne Unit).
També ocupa la presidència de la Confederació Espanyola de Caixes d'Estalvis (CECA). A més, des del 12 de juny de 2015 és president d'European Savings Banks Group (ESBG); membre titular de la Comissió Gestora del Fons de Garantia de Dipòsits en Caixes d'Estalvis i de la Comissió Rectora del fons de reestructuració ordenada bancària (FROB), i vicepresident de Telefónica, Abertis i Societat General d'Aigües de Barcelona. Igualment, és conseller del Banco Português de Investimento i del Bank of East Asia. El setembre de 2016 va assumir la presidència de Gas Natural. Fainé és també president de la Confederació Espanyola de Directius i Executius (CEDE), de la Federació Catalana de Caixes d'Estalvis, del Capítol Espanyol del Club de Roma i del Cercle Financer i vicepresident d'IPEMED (Institut de Prospective Économique du Monde Méditerranéen).
És acadèmic de número (medalla número 7) a la Reial Acadèmia de Ciències Econòmiques i Financeres d'Espanya des del 3 de desembre de 1992 i de la Reial Acadèmia de Doctors d'Espanya.

### Vida personal
És pare de 8 fills, que van estudiar al col·legi Viaró de Sant Cugat del Vallès. Un d'ells, Xavi Fainé de Garriga, està casat amb Carmen Paz, filla del traumatòleg José Paz. Es considera que és una persona de fortes conviccions religioses i proper a l'Opus Dei.

## Publicacions
Llista incompleta de llibres i obres publicades: 
- 1987 - Redes estratégicas colectivas[15]
- 1992 - Liderazgo y progreso económico (amb Jaume Gil Aluja)[16]
- 1997 - Un alegato a favor del empleo. (amb Joan Bassegoda i Nonell)[17]
- 2001 - La empresa familiar y su mundialización (amb Antón Pont i Amenós)[18]
- 2003 - Pasión por la banca (amb Robert Tornabell)[19]

## Premis i reconeixements

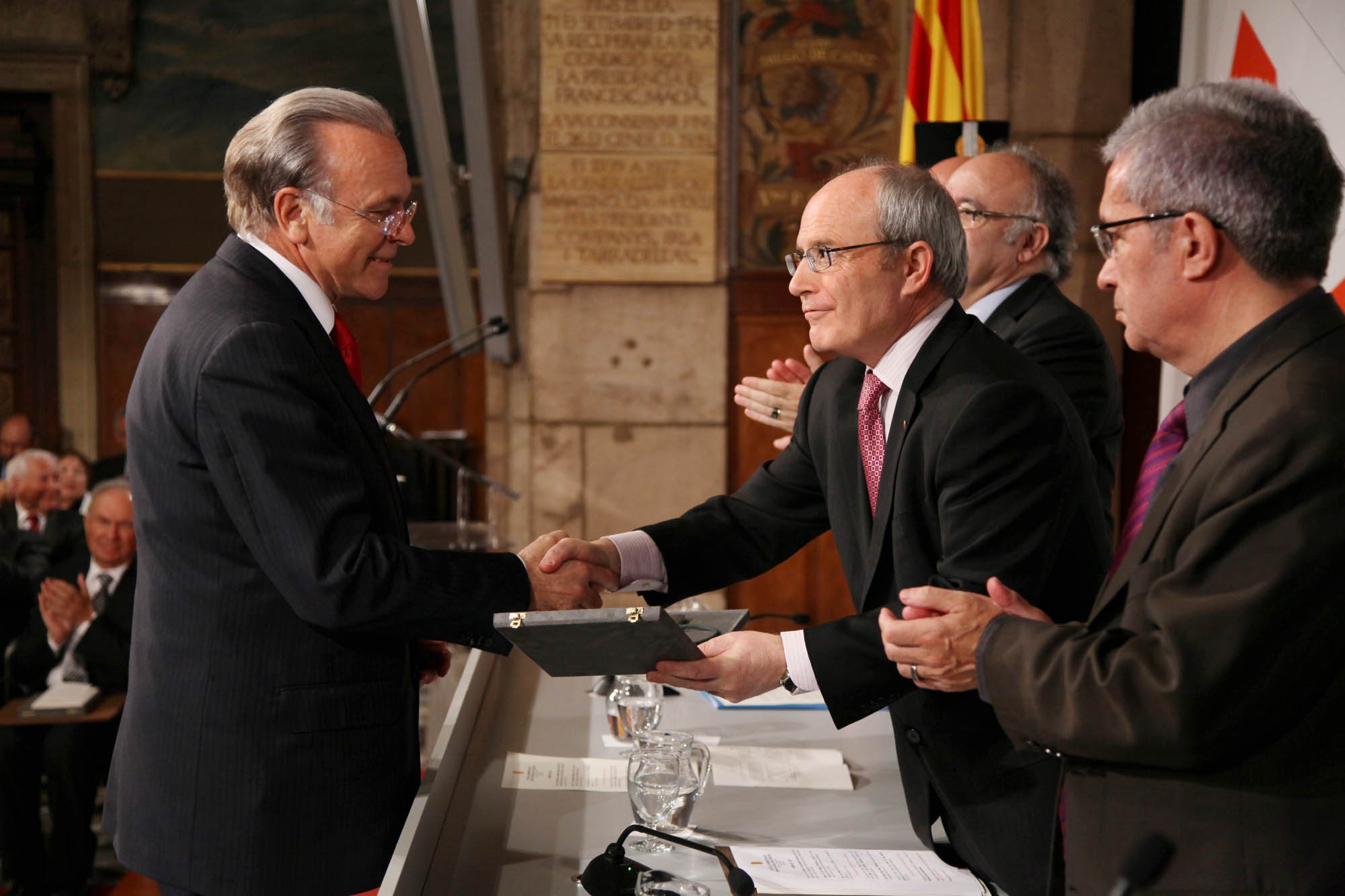
Isidre Fainé rebent la Creu de Sant Jordi.

- 2007 — Col·legiat de mèrit del Col·legi d'Economistes de Catalunya
- 2010 — Creu de Sant Jordi de la Generalitat de Catalunya, "pel conjunt de la seva trajectòria, duta a terme en diferents entitats del sector i que es desenvolupa, a partir de l'any 1982, en el si de la Caixa d'Estalvis i Pensions de Barcelona".[20]
- 2010 — Cavaller de l'Ordre Nacional de la Legió d'Honor per França.
- 2011 — premi Financer de l'Any atorgat pel Fòrum Ecofin
- 2011 — Medalla d'Honor com a Empresari de l'Any de Foment del Treball.[21]
- 2017 — premi Financer de l'Any atorgat pel Fòrum Ecofin
- 2018 — Premi Filàntrop de l'Any per Forbes.
- 2023 — Gran Orde de la Creu de l'infant don Enric de Portugal.[22]